# Chiesa di San Pietro (Tuscania)
La chiesa di San Pietro è un luogo di culto cattolico di Tuscania che sorge sull'omonimo colle già, probabilmente, sito dell'acropoli etrusca. Il fronte della chiesa si affaccia su uno spiazzo erboso tra il palazzo dei canonici e le possenti torri di difesa (ne sono rimaste tre, memoria dell'importanza strategica dell'area) mentre l'altissima abside si staglia verso il vicino centro abitato.
Dal dicembre 2014 il Ministero per i beni e le attività culturali la gestisce tramite il Polo museale del Lazio, nel dicembre 2019 divenuto Direzione regionale Musei.

## Storia

### Il dibattito sulla cronologia
La collocazione storica, e quindi la valenza artistica, di questa basilica medievale è al centro di un dibattito iniziato da Pietro Toesca. Secondo questo critico la costruzione di San Pietro, ad opera di maestri comacini, risalirebbe all'VIII secolo, quando Tuscania fu donata da Carlo Magno a papa Adriano I: se questa ipotesi fosse vera, San Pietro sarebbe un caposaldo nella storia dell'architettura italiana in quanto segnerebbe il punto di trapasso dalle forme paleocristiane a quelle romaniche. La data che è incisa sul Ciborio, il 1093 potrebbe essere benissimo quella della ricostruzione di tutto l'edificio, sorto su di un altro più antico, forse risalente all'ottavo secolo, l'esistenza del quale può supporsi per alcuni capitelli e frammenti marmorei sparsi per la chiesa, e specialmente in un tratto della cripta che ha carattere di maggiore antichità e che è rimasto quasi nucleo della nuova costruzione.

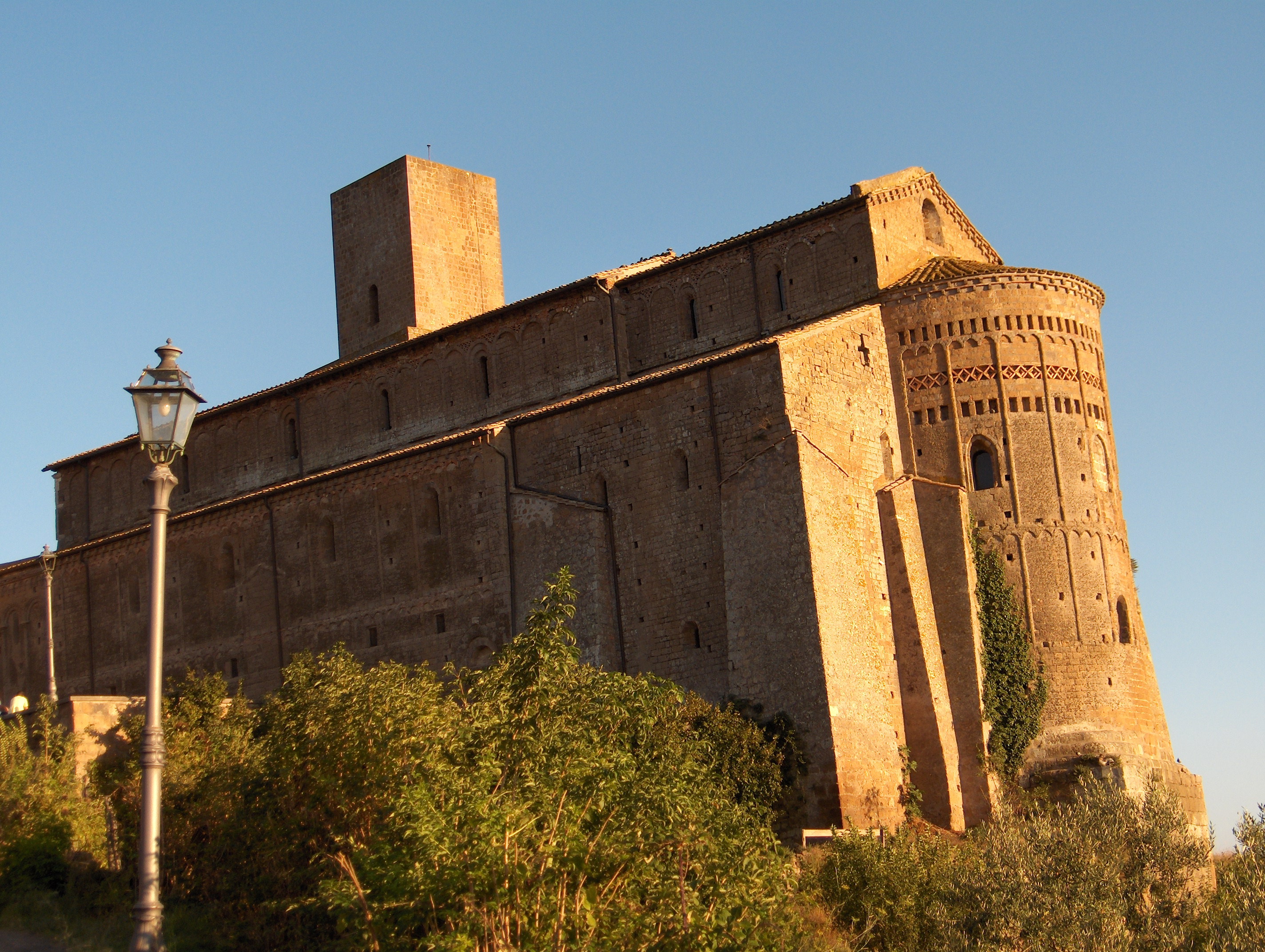
L'esterno e l'abside

Studi più recenti, invece, collocano la costruzione all'XI secolo, privandola così di ogni carica innovativa. In un testo del 1997 Renato Bonelli ha visto in San Pietro di Tuscania addirittura un esempio di quel tratto reazionario, tipico della cultura artistica dell'Italia centrale fra il mille e la alla metà del milleduecento, di rifiuto della costruzione a volta.
Quale che sia la verità storica sulla primitiva costruzione della basilica, la mancanza di fonti documentali non permette di accertarla, sappiamo che fra la fine del XII e l'inizio del XIII secolo furono ricostruite le due campate ed eretta l'attuale facciata. Poi, furono numerosi manomissioni e restauri: si ricordano gli interventi del 1443, 1450, 1500 e 1734. In epoca recente, dopo i ripetuti restauri operati nel XIX secolo, ricordiamo gli interventi successivi al terremoto che ha colpito la provincia di Viterbo nel 1971 che aveva, fra l'altro, distrutto l'importante rosone e colpito duramente l'adiacente Palazzo dei Canonici sede del Museo Nazionale Tuscanese ora ospitato altrove. La chiesa ebbe il ruolo di Cattedrale della Diocesi di Tuscania fino al 1573, non è stato comunque possibile stabilire, tra i ruderi di palazzi tardoantichi e altomedievali che sorgono presso la chiesa, quali appartengano al palazzo vescovile.

## Descrizione

### La facciata

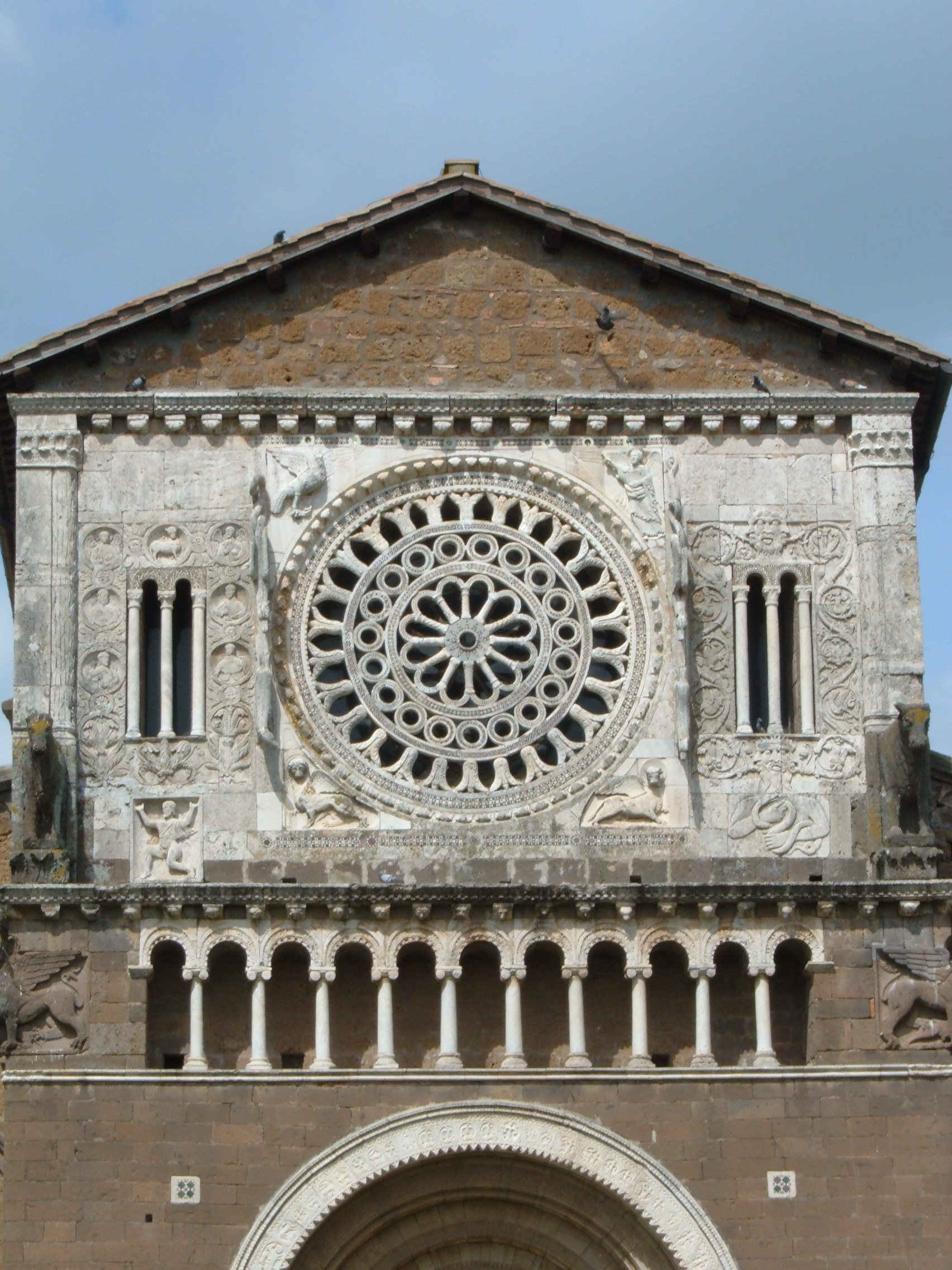
La loggetta, il rosone e gli altri elementi che compongono la parte superiore della facciata

La facciata, avanzata nel corpo centrale, presenta quali elementi principali il portale maggiore, il rosone circondato da una moltitudine di elementi decorativi e gli ingressi laterali. Il portale maggiore, incassato nel muro a conci di nenfro, è opera di un marmoraro romano di scuola cosmatesca. È caratterizzato da tre rincassi con colonne lisce, capitelli e rispettivi archivolti, di cui il maggiore con mosaici laterali e bugne decorate da segni zodiacali e figurazioni dei lavori stagionali. La lunetta è decorata da un mosaico a motivi stellari. La porta è incastonata in una cornice in marmo con decorazioni a mosaico.
Le colonnine dei rincassi sorreggono capitelli di varie forme, alcuni con figure simboliche, come quella a mani alzate in un annuncio salvifico. Sopra il portale si trova una loggetta cieca formata da dieci colonnine con capitelli ionici e undici arcatelle in marmo. Ai lati della loggetta due grifoni alati che tengono fra gli artigli una preda.
Sopra la loggetta il rosone cosmatesco, formato da tre cerchi concentrici che rimandano alla Santa Trinità; agli angoli del rosone sono posizionati quattro sculture che richiamano gli Evangelisti (Aquila, Angelo, Leone e Vitello a rappresentare rispettivamente Giovanni, Matteo, Marco e Luca) mentre ai lati troviamo due draghi che inseguono una preda. Ai lati di questi draghi sono due bifore: quella di destra è circondata da figure fantastiche e demoniache, quella di sinistra dall'Agnus Dei e da rappresentazioni di angeli e Padri della Chiesa. Alla base della bifora di sinistra un bassorilievo, possibile riutilizzo di una scultura etrusca o più probabilmente romana, che rappresenta un uomo che corre, o forse danza.

### Interno

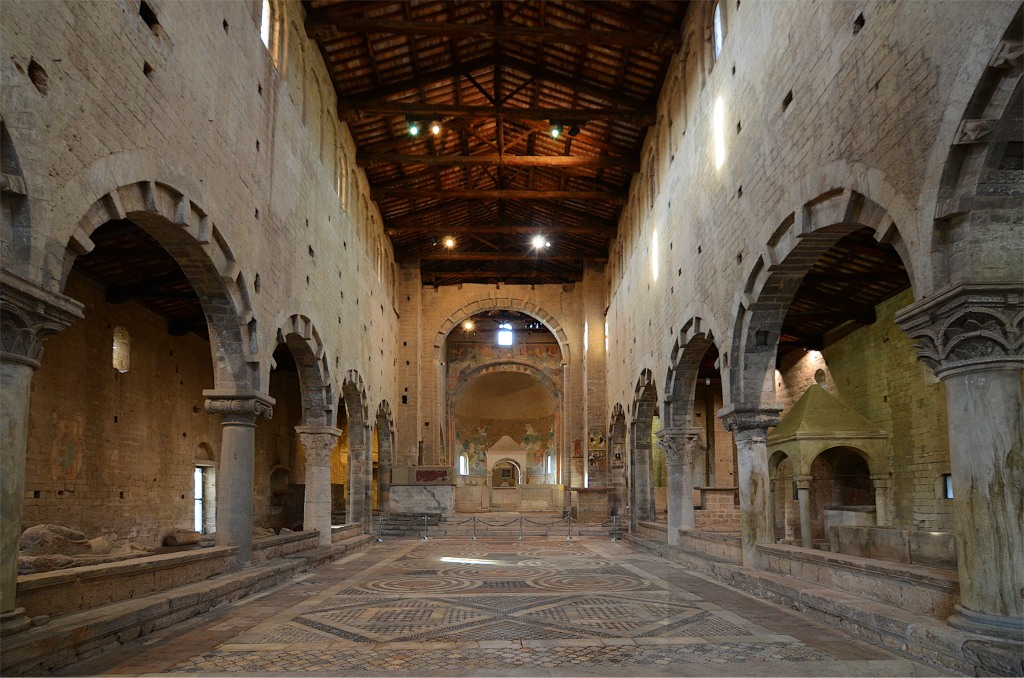
Interno

L'interno della chiesa è diviso in tre navate: quella centrale, in cui spicca un pavimento cosmatesco a decorazioni geometriche che indica gli spazi della prima costruzione, risulta separata dalle altre attraverso un basso muro in cui sono ricavati dei sedili in pietra. Nella navata di destra un ciborio risalente al XIII secolo e l'ingresso principale alla cripta. Nella navata di sinistra l'ingresso secondario alla cripta sovrastato da un nicchione affrescato e diversi sarcofagi etruschi. Il presbiterio rialzato ospita un ciborio (risalente all'XI secolo, vi è un'iscrizione del 1093), seggio vescovile (San Pietro fu Cattedrale di Tuscania sino al XV secolo), ambone di epoca romanica costruito utilizzando elementi alto medievali. Il tetto è a capriate lignee.
La maggior parte della decorazione pittorica è andata perduta. Fra l'altro, un affresco di scuola romana, pur con influenze bizantine, rappresentante Cristo Pantocrator circondato da angeli risalente agli anni a cavallo fra XI e XII secolo che dominava la parte absidale è andato distrutto nel terremoto del 1971. Rimangono solo alcuni dei soggetti che lo inquadravano: un Cristo benedicente e anche angeli, apostoli e simboli divini. Nell'absidiola di destra un Cristo benedicente fra due vescovi mentre in quella di sinistra il Battesimo del Cristo. Nella parte sommitale del presbiterio rimane, solo in minima parte, un ciclo di affreschi che fanno riferimento alla vita di San Pietro la cui datazione potrebbe variare fra la fine dell'XI secolo e la metà del XII.

### La cripta

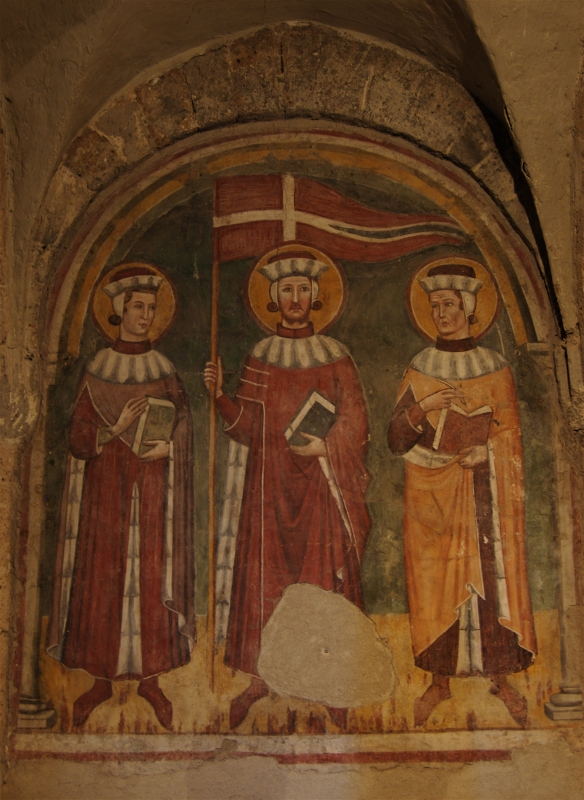
I santi protettori di Tuscania (affresco del XIV secolo)

La cripta a sala è ritmata da ventotto colonne (quasi tutte di reimpiego: di provenienza da edifici romani o alto medievali) che sostengono la copertura ripartita in piccole volte a crociera. Anche parte delle murature sono romane (in opus reticolatum). La sua datazione dovrebbe risalire al XII secolo. Sono giunti sino a noi una Madonna in Trono fra Angeli, dipinto dell'absidiola d'altare, e un affresco risalente al XIV secolo che rappresenta i Santi Protettori di Tuscania - Veriano, Secondiano e Marcelliano - attribuito a Gregorio d'Arezzo.

## La basilica comelocationcinematografica
Nel 1966, il regista Mario Monicelli decide di ambientare nella chiesa una scena del suo celebre film L'armata Brancaleone, in particolare la scena in cui l'armata si reca alla reggia della famiglia di Teofilatto dei Leonzi (Gian Maria Volonté), ovvero le scene dell'incontro tra Brancaleone e la zia di Teofilatto. Diverse altre volte la basilica è servita come scenografia naturale per la produzione cinematografica; tra gli altri si possono ricordare i film: Otello di e con Orson Welles (1952), Pia de' Tolomei di Sergio Grieco (1958), Il Vangelo secondo Matteo di Pier Paolo Pasolini (1964), L'uomo che ride di Sergio Corbucci (1966), Uccellacci e uccellini di Pier Paolo Pasolini (1966), Romeo e Giulietta di Franco Zeffirelli (1968), Brancaleone alle crociate di Mario Monicelli (1970), Vergine, e di nome Maria di Sergio Nasca (1975), Nostalghia di Andrej Tarkovskij (1983), Francesco di Liliana Cavani (1989), Antonio, Guerriero di Dio (2006) di Antonello Belluco, Il giorno, la notte. Poi l'alba di Paolo Bianchini (2007). La scena finale del film Lady Hawke di Richard Donner (1985), vi è apparentemente recitata, ma si tratta di una ricostruzione realizzata negli studios di Cinecittà (sono infatti vistose alcune differenze).